# Філіппід
Філіппід (дав.-гр. Φιλιππίδης, близько 306 до н. е. — ?) — давньогрецький поет, представник нової аттичної комедії.

## Життя та творчість
Про родину відомо замало. Походив з деми Кефала триби Акамантіди. Замолоду виявив хист до складанню віршів. Згодом став ставити власні п'єси. Втім про особисте життя практично немає відомостей. Відомо, що йому надавав підтримку Лісімах, цар Фракії. Помер у похилому віці від серцевого нападу.
Усього в доробку Філіппіда було 45 комедій, з яких відомо про назви 15. На відміну від інших представників нової аттичної комедії у п'єсах Філіппіда іноді простежуються політичні моменти (у комедії «Розпусник» висміював політика та красномовця Стратокла; також у деяких творах критикував Деметрія Поліоркета). Також піддавав критиці пожадливість та спотвореність свого часу.